# Centro Nacional de Energías Renovables
El Centro Nacional de Energías Renovables (CENER) desarrolla investigación aplicada en energías renovables y presta soporte tecnológico a empresas e instituciones energéticas en seis áreas: eólica, solar térmica y solar fotovoltaica, biomasa, eficiencia y generación energética en edificios y urbanismo, e integración en red de la energía. Es un centro tecnológico con un reconocido prestigio y actividad, tanto en España como en otros países.
El Patronato de CENER está compuesto por el Ministerio de Ciencia, Innovación y Universidades, Ciemat, el Ministerio para la Transición Ecológica y el Gobierno de Navarra.
CENER desarrolla su actividad en seis áreas:
- Energía Eólica
- Energía Solar Térmica
- Energía Solar Fotovoltaica
- Biomasa
- Energética Edificatoria
- Integración en Red, Almacenamiento Eléctrico e Hidrógeno

Su sede está ubicada en la Ciudad de la Innovación (Sarriguren-Navarra), aunque cuenta también con oficinas en Sevilla y en México. Dispone de modernos laboratorios e instalaciones acreditados a nivel internacional, como es el caso del Laboratorio de Ensayo de Aerogeneradores, un parque eólico experimental, un laboratorio de biomasa, un laboratorio de ensayo y validación de paneles solares térmicos y módulos fotovoltaicos, así como un laboratorio de materiales y procesos de células fotovoltaicas, y una Microrred con aplicaciones industriales. Más información sobre los laboratorios mencionados. 
Además, CENER dispone de un Centro de Biorrefinería y Bioenergía (BIO2G). Es una instalación de ensayos a escala piloto semi-industrial, capaz de desarrollar procesos de producción de bioproductos, biocombustibles sólidos, biocombustibles líquidos y gaseosos avanzados, así como conceptos de biorrefinería integrando diferentes rutas de valorización, como etapa intermedia entre el laboratorio y el escalado industrial de estas tecnologías. El BIO2C es una plataforma integral de ensayo y demostración, diseñada para desarrollar procesos, equipos o componentes específicos, nuevos bio-productos o biocombustibles y conceptos de biorrefinería.
CENER orienta su trabajo en tres direcciones:
- Desarrollo de proyectos de I+D+i para aplicación industrial.
- Prestación de servicios de ensayos de alta cualificación y certificación de componentes.
- Asistencia técnica y realización de informes en tecnologías renovables.

La actividad de CENER abarca todo el proceso de generación de energía por los recursos renovables:
- Determinación del Recurso Renovable.
- Desarrollo de Herramientas de Simulación y Diseño.
- Desarrollo de la Tecnología de Generación Energética.
- Definición y realización de Ensayos de componentes y sistemas completos.
- Evaluación de los Riesgos Tecnológicos.
- Estudio de la Viabilidad Económica de los proyectos.
- Desarrollo y aplicación de Normativa.

Como parte de la estrategia de internacionalización destaca su participación en la Alianza Europea de Investigación en temas de Energía (European Energy Research Alliance-EERA). CENER participa en distintos programas conjuntos de investigación sobre energías renovables junto con los principales centros europeos I+D+i. Por otra parte CENER forma parte de las principales Plataformas Tecnológicas europeas lideradas por la industria. Esta destacada presencia internacional, en los foros donde se contribuye a definir la estrategia europea en energía, permite a CENER participar en la definición de los temas y prioridades de investigación sobre energías renovables tanto en el entorno nacional como europeo. Asimismo participa, y en muchos casos lidera, proyectos de I+D+i que están financiados por la Comisión Europea a través de sus diferentes convocatorias.